# Конопља
Конопља (лат. Cannabis — канабис) је род једногодишњих дикотиледоних биљака из фамилије Cannabaceae, који укључује више врста. Број врста унутар рода је оспораван. Три врсте могу бити препознате: Cannabis sativa, Cannabis indica, и Cannabis ruderalis; C. ruderalis се може укључити у C. sativa. Све три се могу третирати као подврсте једне врсте, C. sativa; или се C. sativa може узети као појединачна нераздељена врста. Верује се да је пореклом из централне Азије, Кине и северозапада Хималаја, и већ вековима се користи у индустријске, медицинске, духовне и уживалачке сврхе.
Свака конопља, па и индустријска, садржи психоактивни састојак делта-9-тетрахидроканабинол, у просеку око 3%. Претежан део THC-а се налази у цветним врховима женске биљке, док мушка биљка углавном није психоактивна. У цветовима женских биљака гајених за уживање, тај ниво достиже до 20-30%, док је код биљака гајених за индустријску употребу, и до сто пута нижи (испод 0,3%).
Обично се под називом индустријска конопља подразумева конопља која се употребљава за добијање тканина, док се у уживалачке, духовне и медицинске сврхе користе посебне сорте, и то искључиво женске биљке. Конопља је позната и по називима: канабис (латински), ганџа (индијски), марихуана (шпански назив из Мексика), трава (жаргонски), итд.

## Историја конопље
Историја конопље у писаном облику траје скоро 5000 хиљада година, а евидентно је да су употребу конопље људи бележили од почетака своје писмености. Конопља је једна од првих култивисаних биљака и сматра се да је употреба конопље стара колико и пољопривреда. У почетку се највише гајила због влакана, а стари Кинези су од ње правили конопце, одећу и хартију. Најранија помињања њених психоактивних својстава могу се наћи у ведском спису Атхарва-Веда, индијском светом спису старом четири хиљаде година.

Употребу конопље на Балканским просторима је још у 5. веку п. н. е. забележио Херодот: 
Конопља у њиховој земљи расте дивља, али је Скити и сеју, а народи Тракије од ње праве одећу. Скити узму семе ове конопље, уђу под своје шаторе и бацају га на усијано камење, па се оно дими и ствара пару, којој није равно ни једно парно купатило у целој Грчкој. Од те паре, Скити су одушевљени од весеља.

### Порекло имена
Речи разних словенских народа за конопљу (старословенско коноплиа, руско конопля, чешко конопи, пољско конопие) су толико сличне, да она засигурно вуче порекло из заједничке словенске прапостојбине. Познавање речи нам указује и на познавање биљке, па тако етимологија може помоћи да се открије колико дуго Словени познају конопљу, када други, археолошки или писани, извори недостају.
Адолф Пикте сматра да су Грци први пут преко Херодота чули за конопљу, а да су од Трачана преузели ту реч: „Вероватно је, да су они то име примили од Трачана, скупа са самом биљком и то после Херодотовог времена. После тога, Грци су то име пренели као '’Каннабис’’, или '’Канабис’’ Римљанима, од којих је она ушла у новолатинске језике, да би се поново срела са словенским и германским речима, донетим, без сумње, непосредно са истока.” У српском језику се срећемо још са речима канап и конац, које су настале од истог корена као и конопља.

## Врсте конопље
Конопља расте као самоникла биљка, али се такође већ неколико хиљада година узгаја широм планете, што је резултовало изузетном варијабилношћу врсте. Постоје три варијанте исте ботаничке врсте:
- , која је узгајана у Европи а забележио ју је 1753. године дефинисавши је као монотипску биљку.
- , биљка донесена из Индије коју је Ламарк 1783. године препознао као биолошки различиту од сативе.
- , биљка самоникла у југоисточним деловима централне Азије, коју је почетком XX века дефинисао руски ботаничар В. Јанишевски, остављајући отвореним питање ради ли се о посебној врсти или о посебном типу.

У ботаници постоје монотипски и политипски приступ класификацији конопље, који се споре око тога да ли је реч о једној врсти с бројним варијацијама или о више различитих врста с различитим својствима.

## Употребе конопље
Конопља има више различитих начина употребе: индустријску, медицинску, уживалачку и духовну.

### Индустријска употреба конопље
Конопља која служи за индустријску употребу се најчешће назива индустријска конопља. Она се користи у индустрији ради изграде конопаца, тканине, платна, хартије, одеће, горива, грађевинских материјала, итд. Одликује се веома ниским нивоом главног опојног састојка, ТХЦ-а (обично испод 0,3%).
Узгој и прерада конопље је представљао саставни део модерних економија све до XIX века. Конопља је била незамјењиви ресурс у производњи тканина, у поморству, у производњи хране, у грађевинарству, у производњи папира. Али конопља је, пред крај XIX века изгубила на својој конкурентности пред нарастајућим индустријама памука и нафте. Крајем 20. века, шири друштвени интерес за узгој индустријске конопље највише се испољава у земљама Европске уније и она бива повремено укључена у државне подстицаје еколошки одрживој производњи.

### Медицинска употреба конопље
Конопља се као лек употребљава преко 5000 година. 2740. године п. н. е. је забележена прва употребе конопље као лека у Кини. Хербаријум кинеског цара Шен Нунга конопљу спомиње као биљку која може бити делотворна у лечењу маларије и констипације.
Данас се у медицини конопља најчешће употребљава као лек против стреса, губитка апетита, мучнине изазване хемотерапијом, ради ублажавања последица тешких болести, итд.

### Уживалачка употреба конопље
О уживалачкој или рекреативној употреби конопље се говори онда када се она употребљава због њених опојних дејстава а не, на пример, ради добијања влакана или лечења. Конопља се најчешће ужива путем пушења, и то цветови женске биљке. Ручно смотана цигарета од конопље се назива џоинт, буксна или справа. Након дуже и учестале рекреативне употребе конопље може се јавити психичка зависност.

### Ритуална употреба конопље
О ритуалној употреби конопље се говори онда када се ова биљка користи у религији у ритуалне сврхе. Конопља има дугу историју ритуалне употебе у многим култовима и религијама широм света. У Индији се употребљава већ вековима у част бога Шиве. Растафаријанци је сматрају светом биљком, а њено уживање верским чином. У исламу су је користили дервишки (суфи) редови. Неки историчари сматрају да је употребљавана и у јудаизму и раном хришћанству.

## Законски статус конопље
Кључно питање у закону се односи на разликовање типова конопље који поседују психоактивни састојак ТХЦ од типова конопље који не поседују ТХЦ. Законодавство већине земаља у свету заступа монотипски приступ који сматра да наглашена варијабилност ипак не допушта дефинисање различитих врста биљке. Узгајиваче конопље директно погађа и обесхрабрује деловање служби друштвене контроле засновано на поистовећивању индијске и индустријске конопље. Премда узгајивачи могу разликовати психоактивне примерке конопље од индустријских, јер стратегије узгоја варирају већ од одабира сјеменки, преко начина садње, све до временског периода сазријевања биљке, државне службе не посвећују превелику пажњу разликовању. Биљка чије се могућности и узгој данас све више истражују, у контексту одрживог развоја, неретко је предмет систематског уништавања. На пример, преко 90% конопље које су 1990-их америчке државне агенције (понајвише DEA — Drug Enforsement Agency) заплениле и уништиле, отпада на некултивисану (дивљу) конопљу која углавном не поседује психоактивне састојке. Тако у „рату против дрога” уз примерке врсте који су циљани због психоактивних састојака, као колатерална жртва пада и индустријска конопља.

### Активизам
Као реакција на рестриктивне законе о конопљи у појединим државама, широм света се јавља низ протеста за декриминализацију или легализацију конопље. Светски марш конопље је глобална манифестација која се прве суботе маја месеца, сваке године одржава у стотинама градова широм планете. Циљ марша је укидање прохибиције конопље и омогућавање њене легалне медицинске, индустријске, уживалачке и духовне употребе.